# Windows Desktop Gadgets
Windows Desktop Gadgets (с името Windows Sidebar в Windows Vista) е енджин за писпособления за Microsoft Gadgets. Програмата за първи път е представена в Windows Vista, където предоставя лента, прикрепена за едната страна на десктопа. Тази лента е премахната в Windows 7. Приложенията, включващи се в програмата, могат да изпълняват различни задачи, като показване на дата и час или процента на използваемост на процесора. Няколко инструмента са включени по подразбиране в Windows, а има възможност и за добавяне и проектиране на нови.
|  | Тази страница частично или изцяло представлява превод на страницата Windows Desktop Gadgets в Уикипедия на английски. Оригиналният текст, както и този превод, са защитени от Лиценза „Криейтив Комънс – Признание – Споделяне на споделеното“, а за съдържание, създадено преди юни 2009 година – от Лиценза за свободна документация на ГНУ. Прегледайте историята на редакциите на оригиналната страница, както и на преводната страница, за да видите списъка на съавторите. ВАЖНО: Този шаблон се отнася единствено до авторските права върху съдържанието на статията. Добавянето му не отменя изискването да се посочват конкретни източници на твърденията, които да бъдат благонадеждни. |